# Рамкова конвенція Всесвітньої організації охорони здоров'я з боротьби з тютюном
Рамкова конвенція Всесвітньої організації охорони здоров'я з боротьби з тютюном (РКБТ) — міжнародний договір, розроблений під егідою Всесвітньої організації охорони здоров'я 2003 р., в якому описується стратегія боротьби зі світовою епідемією тютюнопаління. Його підписали 176 зі 193 країн-членів ВООЗ, зокрема і Україна, у 167 країнах документ вже набув чинності
Рамкова Конвенція ґрунтується на сучасних наукових даних про вплив вживання тютюну на здоров'я і аналізі ефективності заходів зі зменшення його вживання. РКБТ виходить з того, що «наукові дані недвозначно підтверджують, що споживання тютюну й вплив тютюнового диму є причиною смерті, хвороби й інвалідності». Метою Конвенції проголошено «захист нинішнього і майбутнього поколінь від руйнівних наслідків для здоров'я людей, а також соціальних, екологічних і економічних наслідків споживання тютюну і впливу тютюнового диму».

## Зобов'язання країн-учасниць
Країни, які підписали конвенцію, зобов'язалися виконати низку заходів, результатом яких має стати зменшення кількості курців серед населення та зниження популярності куріння. До таких заходів насамперед належать:
- повна заборона реклами тютюнових виробів, у тому числі промоакцій, спонсорства концертів, спортивних змагань або будь-яких інших масових заходів;
- заборона куріння в громадських місцях;
- підвищення акцизних зборів на тютюнові вироби;
- введення обов'язкового нанесення на упаковки тютюнових виробів попереджувальних надписів, які мають містити графічні зображення хвороб, викликаних курінням, і займати не менш ніж 50% пачки сигарет.